# Headrick (Oklahoma)
Headrick es un pueblo ubicado en el condado de Jackson en el estado estadounidense de Oklahoma. En el año 2010 tenía una población de 94 habitantes y una densidad poblacional de 188 personas por km².

## Geografía
Headrick se encuentra ubicado en las coordenadas 34°37′36″N 99°8′19″O / 34.62667, -99.13861 (34.626785, -99.138715).

## Demografía
Según la Oficina del Censo en 2000 los ingresos medios por hogar en la localidad eran de $28,125 y los ingresos medios por familia eran $23,750. Los hombres tenían unos ingresos medios de $30,000 frente a los $15,893 para las mujeres. La renta per cápita para la localidad era de $11,388. Alrededor del 25.0% de la población estaban por debajo del umbral de pobreza.